# Bobby Ellsworth
Robert Ellsworth známý jako Bobby „Blitz“ Ellsworth (* 3. května 1959 New Jersey) je americký metalový zpěvák a skladatel, jenž se proslavil jako zpěvák ve skupině Overkill.

## Kariéra
Bobby přišel do skupiny Overkill v roce 1980 na inzerát od baskytaristy D.D. Verniho a bubeníka Rata Skatese. V roce 1985 Bobby zpíval na debutovém albu skupiny Feel the Fire, kde se skladatelsky podílel s kapelou na celém albu.
Sestavy v Overkilli se v průběhu let několikrát měnily, nicméně Bobby Ellsworth a baskytarista D.D. Verni jsou jedinými stálými členy skupiny, kteří hráli na všech studiových albech kapely.
Bobbyho styl zpěvu se v průběhu let dost změnil, a na začátku jeho kariéry se mu v hlasivkách objevily polypy ze špatného zpívání. Mezi lety 1985 a 1987 chodil na lekce zpěvu, aby se správně naučil zpívat.

## Osobní život
Bobby žije od roku 2008 v obci Vermon Township v New Jersey.
V roce 1998 mu byla diagnostikována rakovina nosu, kdy podstoupil okamžitou operaci a nádor mu byl úspěšně odstraněn.
V roce 2002 při vystoupení v Německu dostal uprostřed písně záchvat ve formě lehké mrtvice. Bobby se k tomu vyjádřil: „Krása záchvatu je v tom, že si to nepamatujete. Nevím, co se změnilo, protože zapomínám, jak to bývalo. Občas si čůrám do kalhot, když někdo zapne mikrovlnku. Jezdím na motorce, pořád plavu a cvičím. Myšlenka je taková, že když máte problém, existují dva způsoby, jak se na to dívat – můžete v problému žít, nebo jej můžete přežít. Já jsem to jen prožil. Velmi brzy poté jsem si pomyslel, že kdyby mě to skutečně zabilo, řekl jsem 'Nebylo by něco zemřít uprostřed show Overkill?'.“
V roce 2014 během německého turné měl zdravotní problémy a bojoval se zápalem plic.

##### Politické názory
Bobby kritizoval administrativu prezidenta Baracka Obamy. V roce 2010 se o tom vyjádřil v rozhovoru byl dotázán, zda má pocit, že by Obama vytvořil nějaké písně o své politice a odpověděl: „Pravděpodobně by mohl udělat jednu desku a nazvat ji ‚lhář‘.“ Demokratické straně jsem věřil, ale projevil jsem pokrytectví a Demokratická strana je prostě strašnou věcí.“